# Lípido

Estructuras de algunos lípidos comunes. En la parte superior se encuentran el colesterol y el ácido oleico. La estructura del medio es un triacilglicérido compuesto por cadenas de oleoilo, estearoilo y palmitoilo unidas a una estructura principal de glicerol. En la parte inferior se encuentra el fosfolípido común fosfatidilcolina.

En biología y bioquímica, un lípido es una biomolécula insoluble en agua y soluble en disolventes orgánicos. Los disolventes no polares son típicamente hidrocarburos usados para disolver otras moléculas que no se disuelven fácilmente en agua, incluyendo ácidos grasos, ceras, esteroles (colesterol) , vitaminas liposolubles (como vitaminas A, D, E y K), monogliceridos, digliceridos, y fosfolípidos.
Las funciones de los lípidos son variadas. Existen, entre otros, lípidos de almacenamiento de energía, lípidos estructurales de las membranas y lípidos como señales, cofactores y pigmentos. Los lípidos tienen aplicaciones en la cosmética y la industria alimenticia así como en la nanotecnología.
A veces se definen los lípidos como hidrófobos y/o moléculas anfipáticas. La naturaleza anfipática de algunos lípidos les permite formar estructuras como vesículas, lisosomas o membranas en un entorno acuoso. Se puede considerar que los lípidos biológicos  se originan total o parcialmente a partir de dos tipos distintos de subunidades bioquímicas: grupos cetoacil e isopreno. Utilizando esta aproximación, los lípidos se pueden dividir en ocho categorías: ácidos grasos, glicerolípidos, glicerofosfolípidos, esfingolípidos, sacarolípidos, policétidos (derivados de condensación de unidades de cetoacil); lípidos de esterol y lípidos de prenol (derivados de condensación de subunidades de isopreno).
A pesar de que el término «lípido» es a veces utilizado como sinónimo de grasas, las grasas son un subgrupo de los lípidos llamados triacilglicéridos. Los lípidos también abarcan moléculas como ácidos grasos y sus derivados (incluyendo tri-, di-, monogliceridos, y fosfolípidos), así como otros metabolitos que contienen esterol como el colesterol. Aunque los humanos y otros mamíferos utilizan diversas vías biosintéticas tanto para descomponer como para sintetizar lípidos, algunos lípidos esenciales no pueden producirse de esta manera y deben obtenerse de la dieta.
Los lípidos en el cuerpo humano son de crucial importancia para el almacenamiento de energía y el desarrollo de la membrana celular. Los dos tipos principales de lípidos en la sangre son el colesterol y los triacilglicéridos.
Si los niveles de los lípidos llegan a ser demasiado altos pueden acumularse en las paredes de las arterias hasta formar una placa que puede obstruir el paso de la sangre.

## Historia
Fue en 1815, Henri Braconnot clasificó a los lípidos (graisses) en dos categorías, suifs (sebo o grasas sólidas) y huiles (aceites fluidos). En 1823, Michel Eugène Chevreul desarrolló una clasificación más detallada, incluyendo aceites, grasas, sebo, ceras, resinas, bálsamos y aceites volátiles (o aceites esenciales).
El primer triglicérido sintético fue informado por Théophile-Jules Pelouze en 1844, cuando produjo tributirina al tratar ácido butírico con glicerina en la presencia de ácido sulfúrico concentrado. Varios años más tarde, Marcellin Berthelot, uno de los alumnos de Pelouze, syntetizó triestearina y tripalmitina por reacción del análogo ácido graso con glicerina en la presencia de cloruro de hidrógeno gaseoso a alta temperatura.
En 1827, William Prout reconoció grasa (materias alimentarias «grasosas»), junto con proteína («albuminosas») y carbohidratos («sacarosa»), como nutrientes importantes para humanos y animales.
Durante un siglo, los químicos consideraron las «grasas» como simples lípidos compuestos de ácidos grasos y glicerol (glicéridos), pero más tarde se describieron nuevas formas. Theodore Gobley (1847) descubrió fosfolípidos en el cerebro de los mamíferos y en los huevos de gallina, a los que llamó «lecitinas». Thudichum descubrió en el cerebro humano algunos fosfolípidos (cefalina), glicolípidos (cerebrósido) y esfingolípidos (esfingomielina).
Los términos lipoide, lipina y lípido se han utilizado con significados variados de un autor a otro. En 1912, Rosenbloom y Gies propusieron la sustitución de «lipoide» por «lipina». En 1920, Bloor introdujo una nueva clasificación para los «lipoides»: lipoides simples (grasas y ceras), lipoides compuestos (fosfolipoides y glicolipoides) y lipoides derivados (ácidos grasos, alcoholes, esteroles).
La palabra «lípido», que proviene etimológicamente del griego λίπος, lipos 'grasa', fue introducida en 1923 por el farmacólogo francés Gabriel Bertrand. Bertrand incluía en el concepto no sólo las grasas tradicionales (glicéridos), sino también los «lipoides», de constitución compleja. La palabra lipide fue aprobada por unanimidad por la comisión internacional de la Société de Chimie Biologique durante la sesión plenaria del 3 de julio de 1923. Posteriormente, la palabra lipide se anglicizó como lipid (en inglés) debido a su pronunciación ('lɪpɪd). En francés, el sufijo -ide, del griego antiguo -ίδης (que significa «hijo de» o «descendiente de»), siempre se pronuncia (ɪd).
En 1947, T. P. Hilditch definió los «lípidos simples» como grasas y ceras (ceras verdaderas, esteroles, alcoholes).

## Categorías
El consorcio Lipid MAPS clasifica los lípidos en ocho categorías:

### Ácidos grasos

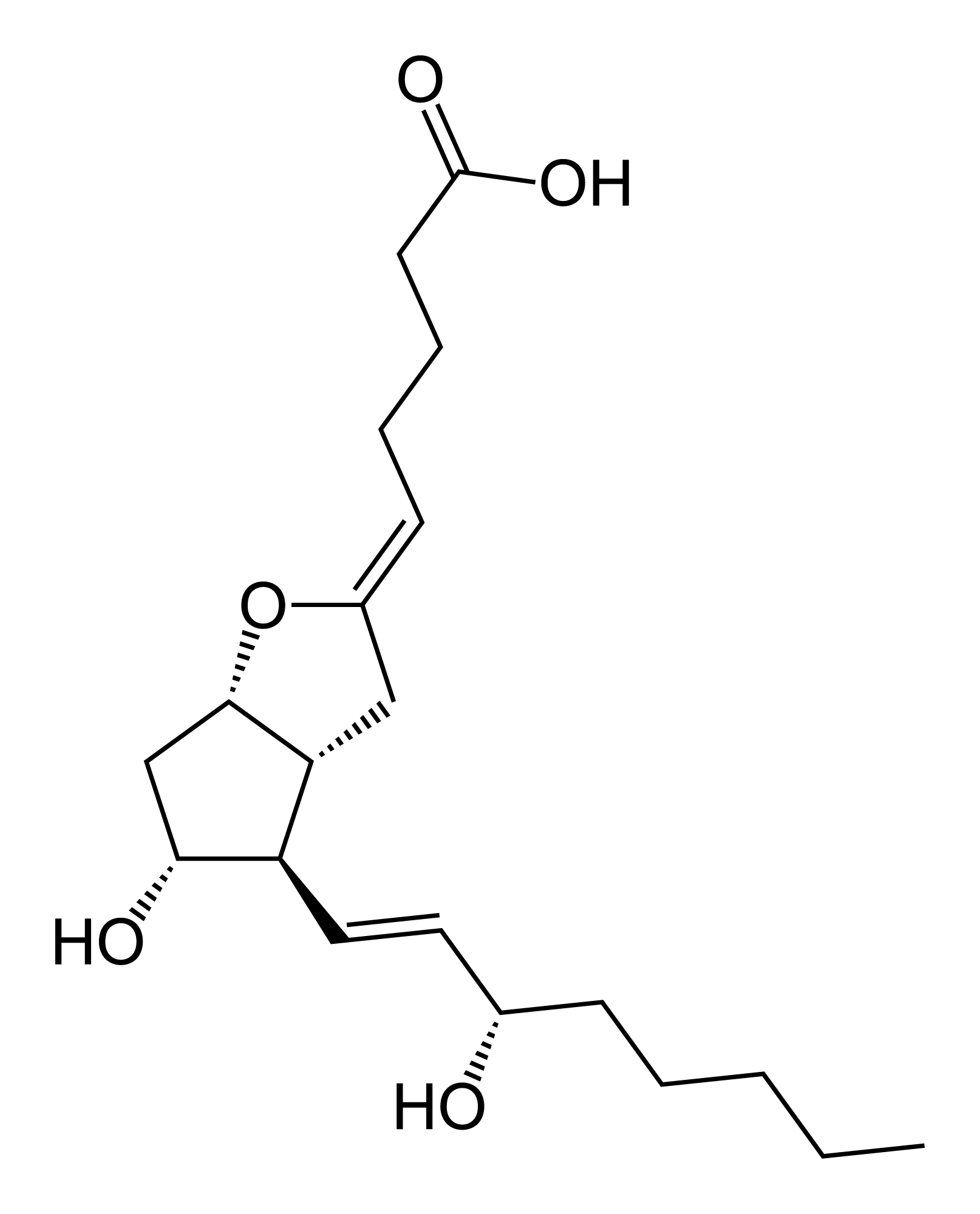
I2 - Prostailina (un ejemplo de una prostaglandina, un ácido graso eicosanoide).

LTB4 (un ejemplo de un leucotrieno, un ácido graso eicosanoide).

Los ácidos grasos, o fragmentos de ácidos grasos cuando forman parte de un lípido, son un grupo diverso de moléculas sintetizadas por alargamiento de cadena de acetil-CoA primero con malonil-CoA o grupos metilmalonil-CoA, en un proceso llamado síntesis de ácido graso. Están hechos de un hidrocarburo en cadena que termina con un grupo de ácido carboxílico; este arreglo le confiere a la molécula una terminación polar, hidrófila, y una terminación no polar, hidrófoba que es insoluble en agua. La estructura de los ácidos grasos son de una de las categorías más fundamentales de lípidos biológicos y es generalmente utilizado como bloques de lípidos estructuralmente más complejos. La cadena de carbono, típicamente entre cuatro y veinticuatro carbonos de longitud, pueden ser saturado o insaturados, y pueden estar unidos a grupos funcionales que contienen oxígeno, halógenos, nitrógeno, y azufre. Si un ácido graso contiene un enlace doble, existe la posibilidad de cualquier isomerismo geométrico cis o trans, el cual afecta significativamente la configuración de la molécula. Los enlaces dobles cis causan que la cadena de ácido graso se doble, un efecto que se acentúa cuando hay más dobles enlaces en la cadena. Tres enlaces dobles en el carbono-18 del ácido linolénico, el más abundante ácido graso cadenas de las membranas tilacoides de las plantas, hacen a estas membranas altamente fluidas a pesar de las bajas temperaturas medioambientales, y también hace que el ácido linolénico presente picos agudos en los espectros 13-C NMR de alta resolución de cloroplastos. Esto lo hace jugar un papel importante en la estructura y función de membranas de celulares. La forma más frecuente en que se presentan los ácidos grasos, es la configuración cis, a pesar de que la forma trans existe en algunas grasas y aceites naturales parcialmente hidrogenados.
Entre los ácidos grasos biológicamente importantes se incluyen los eicosanoides, derivados principalmente del ácido araquidónico y del ácido eicosapentaenoico, que incluyen prostaglandinas, leucotrienos y tromboxanos. El ácido docosahexaenoico también es importante en los sistemas biológicos, particularmente en lo relacionado con la vista. Otras clases importantes de lípidos en la categoría de ácidos grasos son los ésteres grasos y las amidas grasas. Los ésteres grasos incluyen importantes intermediarios bioquímicos tales como ésteres cerosos, derivados de coenzima A de tioéster de ácidos grasos, derivados de ACP de tioéster de ácidos grasos y carnitinas de ácidos grasos. Las amidas grasas incluyen N-acil etanolaminas, como el neurotransmisor cannabinoide anandamida.

### Glicerolípidos

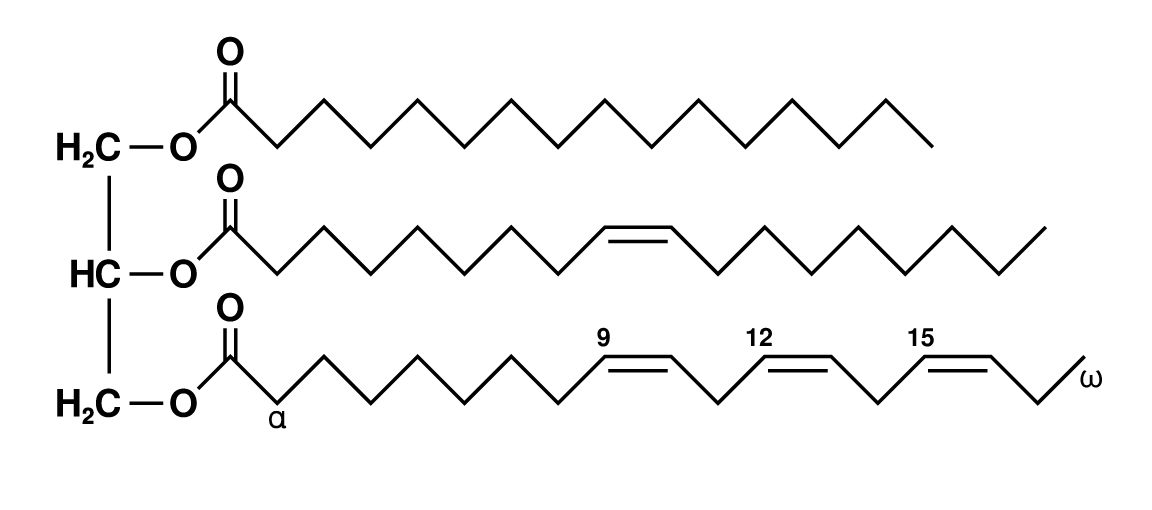
Ejemplo de un triglicérido insaturado graso(C_{55}H_{98}O_{6}). Parte izquierda: glicerol; parte derecha, de arriba abajo: ácido palmítico, ácido oléico, ácido alfa-linolénico.

Los glicerolípidos están compuestos por gliceroles mono, di, y trisustituidos; y se  denominan también acilglicéridos. Los más conocidos son los «triacilglicéridos» o «triglicéridos», a veces utilizados como sinónimos. Son ácidos grasos triésteres de glicerol. En estos compuestos, los tres grupos hidroxilo de glicerol están esterificados, típicamente, por ácidos grasos diferentes. Como funcionan como un almacén de energía, estos lípidos comprenden la mayor parte de grasa almacenada en los tejidos animales. La hidrólisis de los enlaces éster de los triacilglicéridos y la liberación de glicerol y los ácidos grasos del tejido adiposo son los pasos iniciales en la metabolización de la grasa.
Subclases adicionales de glcerolípidos están representadas por glicosilgliceroles, los cuales están caracterizados por la presencia de uno o más fragmentos de azúcar unidos a glicerol vía un enlace glucosídico. Ejemplos de las estructuras en esta categoría son el digalactosildiacilgliceroles encontrados en las membranas de las plantas y seminolipidos de células de esperma mamífero.

### Glicerofosfolípidos

Fosfatidiletanolamina.

Los glicerofosfolipidos, usualmente son referidos como fosfolípidos (aun así la esfingomielina también se clasifica como fosfolípidos), son ubicuos por naturaleza y son componentes claves de la bicapa lipídica celular, participan en el metabolismo y comunicación celular. El tejido neuronal (incluyendo el cerebro) contiene relativamente cantidades altas de glicerofosfolipidos, y las alteraciones en su composición ha sido asociadas a varios desórdenes neurológicos. Los glicerofosfolipidos se pueden subdividirse en diferentes clases, basados en la naturaleza polar del grupo de la posición sn-3 del glicerol backbone en eucariotas y eubacterias, o la posición sn-1 en el caso de arqueobacterias.
Ejemplos de glicerofosfolipidos los encontramos en las membranas biológicas son fosfatidilcolina (también conocidos como PC, GPCho o lecitina), fosfatidiletaanolamina (PE o GPEtn) y fosfatidilserina (PS o GPSer). Además de servir como componente primario de las membranas celulares y sitios de unión para proteínas intra y intercelulares, algún glicerofosfolipidos en células eucariotas, como fosfatidilinositoles y ácido fosfatídico son precursores o, ellos mismos, derivados de segundos mensajeros de la membrana. Típicamente, uno o ambos de estos los grupos hidroxilo están acilados con ácidos grasos de cadena larga, pero también hay enlaces alquilo y uniones a ácidos grasos de cadena larga, pero hay también alquil-enlazados y 1Z-alquenil-enlazados (plasmalogen) glicerofosfolipidos, así como dialquileter variantes en arqueobacterias.

### Esfingolípidos

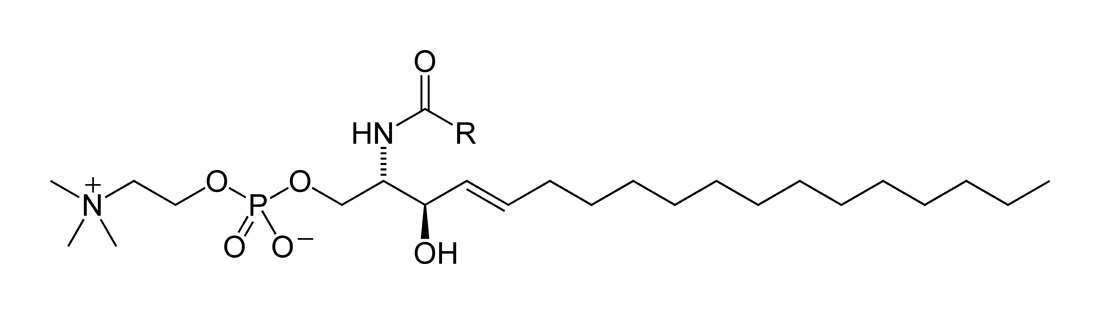
Esfingomielina.

Los esfingolípidos son una familia compleja de compuestos que poseen una característica estructural común. Una base esfingoide que es sintetizada de novo a partir del aminoácido serina y una cadena grasa larga de acyl CoA, convertido entonces a ceramidas, fosfoesfingolipidos, glicoesfingolipidos y otros compuestos. La principal la base esfingoide de los mamíferos es generalmente esfingosina. Las ceramidas (Base N-acyl-esfingoide) son una subclase importante de esfingoides derivados de un enlace amida ácido graso. Los ácidos grasos son saturados o monoinsaturados con longitudes de cadena de 16 a 26 átomos de carbono.
Los fosfoesfingolipidos más importantes en los mamíferos son las esfingomielinas (ceramida, fosfocolinas). Los insectos poseen principalmente la ceramida fosfoetanolamina y los hongos tienen fosfoinositoles y grupos que contienen manosa. Los glicosfingolipidos son una familia diversa de moléculas compuestas por uno o más residuos de azúcar que se unen mediante un enlace glucosídico a la base esfingoide. Ejemplos de estos son glicoesfingolípidos como cerebrósidos y gangliósidos.

### Esteroles

Estructura química del colesterol.

Los esteroles, como el colesterol y sus derivados, son componentes importantes de lípidos de membrana, junto con los glicerofosfolipidos y esfingomielinas. Otros ejemplos de esteroles son los ácidos biliares y sus conjugados, los cuales en mamíferos son derivados oxidados del colesterol y son sintetizados en el hígado. Los equivalentes en las plantas son los fitosteroles, como el β-sitosterol, estigmasterol, y brassicasterol; este último es también utilizado como biomarcador para el crecimiento del alga. El esterol predominante en las membranas de las células fungi es ergosterol.
Sterols Es esteroides en cuál de los átomos de hidrógeno está sustituido con un hydroxyl grupo, en posición 3 en la cadena de carbono. Han en común con los esteroides igual fusionaron núcleo de cuatro anillos estructura. Los esteroides tienen funciones biológicas diferentes como hormonas y moléculas de señalización. El dieciocho-carbono (C18) los esteroides incluyen el estrogen familia mientras que los #C19 esteroides comprenden el androgens como testosterona y androsterone. La C21 subclase incluye el progestogens así como los glucocorticoides y mineralocorticoids. El secosteroids, comprendiendo varias formas de vitamina D, está caracterizado por cleavage del B anillo de la estructura de núcleo.

### Prenoles

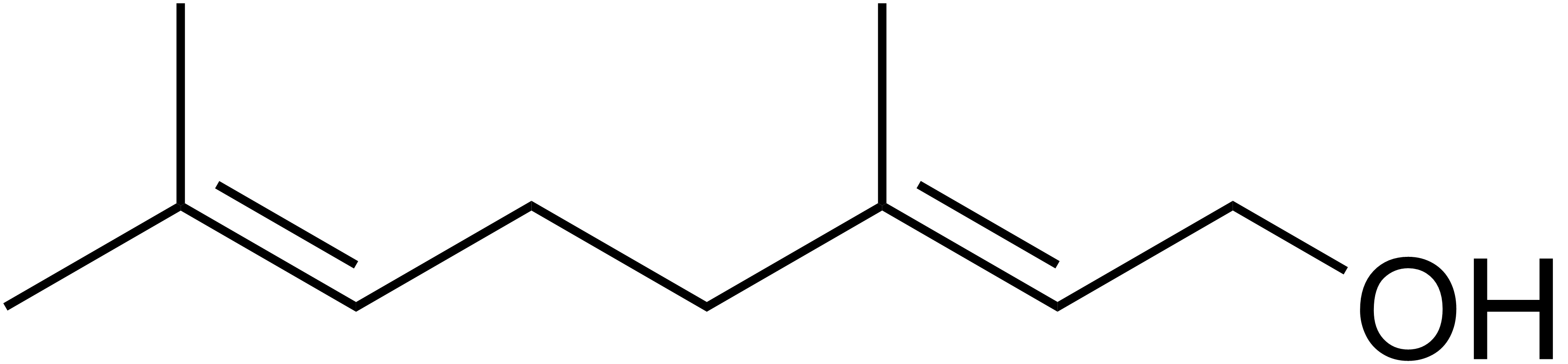
Lípido prenol (2E-geraniol).

Los lípidos de prenol son sintetizados de precursores de unidades de cinco carbonos de isopentenil difosfato y dimetilalil difosfato que se producen principalmente vía ácido mevalónico (MVA). Los isoprenoides sencillos (alcoholes lineales, difosfatos, etc.), se forman por la adición sucesiva de unidades C5, y se clasifican según número de estas unidades de terpeno. Las estructuras grandes que contienen más de 40 carbonos se conocen como politerpenos. Los carotenoides son importantes isoprenoides sencillos que tienen función como antioxidantes y como precursores de vitamina A. Otra clase biológicamente importante de moléculas está ejemplificada por las quinonas e hidroquinonas, los cuales contienen un isoprenoide sujeto a la cola quinonoide núcleo de origen no isoprenoide. La vitamina E y la vitamina K, así como las ubiquinonas, son ejemplos de esta clase. Las procariotas sintetizan poliprenoles (llamados bactoprenoles) en el que la unidad isoprenoide terminal permanece unida al oxígeno, mientras que en los animales poliprenoles (dolicoles) la terminal isoprenoide está reducida.

### Sacarolípidos

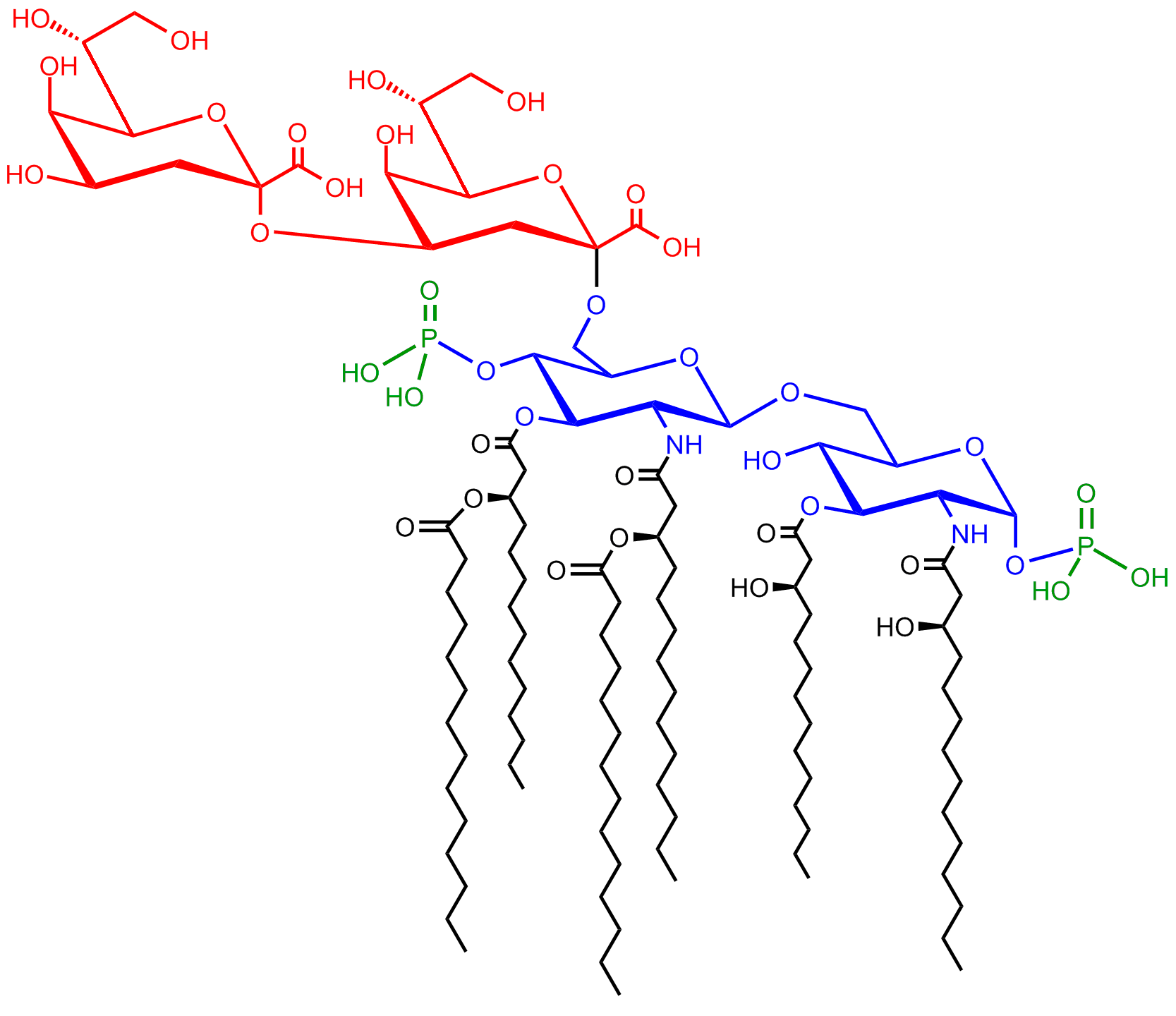
Estructura del saccharolípido Kdofracciones de 2-lípido A Glucosamine en azul, fracciones Kdo en rojo, cadenas de acilol en negros y grupos de fosfato en verde.

Los sacarolípidos describen compuestos en los cuales los ácidos grasos están enlazados a un esqueleto de azúcar, la conformación de esta estructura es compatible con bicapas de membrana. En los sacarolípidos, unos sustitutos de monosacárido para el esqueleto glicerol presente en glicerolipidos y glicerofosfolipidos. El sacarolípido más familiar es la glucosamina acilada precursores del Lípido A componente del lipopolisacáridos en bacterias Gram-negativas. La composición típica del lípido A son moléculas disacáridos de glucosamine, los cuales son derivatizados cuando mucho de siete cadenas de graso-acil. El mínimo lipopolisacárido requerido para crecimiento en E. coli es Kdo2-Lípido A, un disacárido hexa-acilado de glucosamina el cual es glicosilado con dos fragmentos de ácido 3-deoxi-D-manno-octulosónico (Kdo).

### Policétidos
Los policétidos se sintetizan mediante la polimerización de subunidades de acetilo y propionilo mediante enzimas clásicas, así como enzimas iterativas y multimodulares que comparten características mecánicas con las sintasas de ácidos grasos. Comprenden muchos metabolitos secundarios y productos naturales de origen animal, vegetal, bacteriano, fúngico y marino, y tienen una gran diversidad estructural. Muchos policétidos son moléculas cíclicas cuyas cadenas principales a menudo se modifican más mediante glicosilación, metilación, hidroxilación, oxidación u otros procesos. Muchos agentes antimicrobianos, antiparasitarios y anticancerosos de uso común son policétidos o derivados de policétidos, como eritromicinas, tetraciclinas, avermectinas y epotilonas antitumorales.

## Funciones biológicas

### Componente de membranas biológicas
Las células eucariotas presentan orgánulos delimitados por membranas compartimentados, que llevan a cabo diferentes funciones biológicas. Los glicerofosfolípidos son el principal componente estructural de las membranas biológicas, como la membrana plasmática celular y las membranas intracelulares de los orgánulos; en las células animales, la membrana plasmática separa físicamente los componentes intracelulares del entorno extracelular.[cita requerida] Los glicerofosfolípidos son moléculas anfipáticas (que contienen regiones hidrofóbicas e hidrofílicas) que contienen un núcleo de glicerol unido a dos «colas» derivadas de ácidos grasos enlaces éster y a un grupo «cabeza» mediante un enlace éster fosfato.[cita requerida] Si bien los glicerofosfolípidos son el componente principal de las membranas biológicas, otros componentes lipídicos no glicéridos, como la esfingomielina y los esteroles (principalmente el colesterol en las membranas de las células animales) también se encuentran en membranas biológicas.membranas biológicas. En plantas y algas, los galactosildiacilgliceroles, y sulfoquinovosildiacilglicerol, que carecen de un grupo fosfato, son componentes importantes de las membranas de los cloroplastos y orgánulos relacionados y son entre los lípidos más abundantes en los tejidos fotosintéticos, incluidos los de plantas superiores, algas y ciertas bacterias.
Las membranas tilacoides tienen el componente de lípido más grande de una conformación no-bicapa monogalactosil diglicerido (MGDG), y pocos fosfolípidos; a pesar de esta composición de lípido única, las membranas chloroplasto tilancoides han mostrado contener un lípido bicapa dinámico matricial según lo ha revelado la resonancia magnética y estudios de microscopio electrónico.

Autoorganización de los fosfolípidos: un liposoma esférico, una micela y una bicapa lipídica.

### Célula
Una membrana biológica es una forma de fase lamelar de una bicapa lipídica. La formación de bicapas lipídicas es un proceso energéticamente preferido cuándo los glicerofosfolipidos descritos arriba se encuentran en un entorno acuoso. Esto se conoce como efecto hidrofóbico. En un sistema acuoso, las cabezas polares de lípidos se alinean hacia el entorno polar, acuoso, mientras las colas hidrofóbicas minimizan su contacto con agua y tienden a agruparse, formando una vesícula; según la concentración del lípido, esta interacción biofísica puede resultar en la formación de micelas, liposomas, o bicapas lipídicas. También se observan otras agregaciones y forman parte del polimorfismo del comportamiento del amfifílo (lípido). El comportamiento de fase es una área de estudio dentro de la biofísica y es el tema de actual búsqueda académica. Micelas y bicapas forma en el medio polar por un proceso conocido como efecto hidrofóbico. Cuando se disuelve una sustancia lipofílica o amfifílica en un entorno polar, las moléculas polares (i.e., agua en soluciones acuosas) se ordenan más alrededor de la sustancia lipofílica disuelta, desde las moléculas polares no pueden formar puentes de hidrógeno a las áreas lipofílicas del amfifílo. Entonces, en un ambiente acuoso, las moléculas de agua forman una jaula de clatrato ordenada alrededor de la molécula lipofílica disuelta.
La formación de lípidos en las protocélulas las membranas representa un paso clave en modelos de abiogénesis, el origen de vida.

### Almacenamiento de energía
Los triacilglicéridos, almacenados en tejido adiposo, son una forma importante de almacenamiento de energía tanto en animales como en plantas. Son una fuente importante de energía porque los carbohidratos son estructuras plenamente reducidas. En comparación a glucógeno el cual contribuiría únicamente con la mitad de energía por su masa pura, los carbonos de triglicérido están todos enlazados a hidrógenos, diferentes en carbohidratos. El adipocito, o célula grasa, para la síntesis y descomposición continuas de triacilglicéridos en animales, con descomposición controlada principalmente por la activación de enzimas sensibles a la hormona lipasa. La oxidación completa de los ácidos grasos proporciona alto contenido calórico, aproximadamente 38 kJ/g (9 kcal/g), comparado con 17 kJ/g (4 kcal/g) por la descomposición de carbohidratos y proteínas. Los pájaros migratorios que tiene que volar distancias largas sin comer usan la energía almacenada de triacilglicéridos como energía para sus vuelos.

### Señalización
Han surgido pruebas que demuestran que la señalización lipídica es una parte vital de la señalización celular. La señalización de los lípidos puede producirse a través de la activación de Proteínas acopladas o receptores nucleares, y se han identificado miembros de varias categorías de lípidos diferentes como moléculas de señalización y mensajeros celulares. Entre ellos se encuentra la esfingosina-1-fosfato, un esfingolípido derivado de la ceramida que es una potente molécula mensajera implicada en la regulación de la movilización del calcio, el crecimiento celular y la apoptosis; el diacilglicerol (DAG) y los fosfatidilinositol fosfatos (PIP), que participan en la activación mediada por el calcio de la proteína quinasa C; las prostaglandinas, que son un tipo de eicosanoide derivado de los ácidos grasos que participa en la inflamación y la  inmunidad; las hormonas esteroides como el estrógeno, la testosterona y el cortisol, que modulan una serie de funciones como la reproducción, el metabolismo y la presión arterial; y los oxisteroles como el 25-hidroxicolesterol que son receptores X del hígado agonistas. Se sabe que los lípidos de la fosfatidilserina participan en la señalización para la fagocitosis de las células apoptóticas o de trozos de células. Lo consiguen al quedar expuestos a la cara extracelular de la membrana celular tras la inactivación de flipasas que los colocan exclusivamente en la cara citosólica y la activación de scramblases, que revuelven la orientación de los fosfolípidos. Después de que esto ocurra, otras células reconocen las fosfatidilserinas y fagocitan las células o fragmentos celulares que las exponen.

### Otras funciones
Las vitaminas liposolubles (A, D, E y K) —que son lípidos a base de isopreno— son nutrientes esenciales que se almacenan en el hígado y en los tejidos grasos, con diversas funciones. Las acilcarnitinas intervienen en el transporte y el metabolismo de los ácidos grasos dentro y fuera de las mitocondrias, donde se someten a la beta oxidación. Los poliprenoles y sus derivados fosforilados también desempeñan importantes funciones de transporte, en este caso el transporte de oligosacáridos a través de las membranas. Los azúcares fosfato de polprenol y los azúcares difosfato de polprenol funcionan en las reacciones de glicosilación extracitoplasmática, en la biosíntesis de polisacáridos extracelulares (por ejemplo, la polimerización del peptidoglicano en las bacterias) y en la N-glicosilación de las proteínas eucariotas. Las cardiolipinas son una subclase de glicerofosfolípidos que contienen cuatro cadenas de acilo y tres grupos de glicerol que son particularmente abundantes en la membrana mitocondrial interna. Se cree que activan las enzimas implicadas en la fosforilación oxidativa. Los lípidos también forman la base de las hormonas esteroides.

## Metabolismo
Los principales lípidos de la dieta de los seres humanos y otros animales son los triacilglicéridos animales y vegetales, los esteroles y los fosfolípidos de membrana. El proceso del metabolismo de los lípidos sintetiza y degrada las reservas de lípidos y produce los lípidos estructurales y funcionales característicos de los tejidos individuales.

### Biosíntesis
En los animales, cuando hay un exceso de oferta de carbohidratos en la dieta, el exceso de carbohidratos se convierte en triacilglicéridos. Esto implica la síntesis de ácidos grasos a partir de acetil-CoA y la esterificación de los ácidos grasos en la producción de triacilglicéridos, un proceso llamado lipogénesis. Los ácidos grasos son fabricados por ácidos grasos sintasas que polimerizan y luego reducen las unidades de acetil-CoA. Las cadenas de acilo de los ácidos grasos se extienden mediante un ciclo de reacciones que añaden el grupo acetilo, lo reducen a un alcohol, lo deshidratan a un grupo alqueno y luego lo reducen de nuevo a un grupo alcano. Las enzimas de la biosíntesis de los ácidos grasos se dividen en dos grupos, en los animales y en los hongos todas estas reacciones de la sintasa de los ácidos grasos son llevadas a cabo por una única proteína multifuncional, mientras que en los plástidos de las plantas y en las bacterias son enzimas separadas las que realizan cada paso de la vía. Los ácidos grasos pueden ser convertidos posteriormente en triacilglicéridos que se empaquetan en lipoproteínas y se secretan desde el hígado.
La síntesis de  ácidos grasos insaturados implica una reacción de desaturación, por la que se introduce un doble enlace en la cadena de acilo graso. Por ejemplo, en los seres humanos, la desaturación del ácido esteárico por la estearoil-CoA desaturasa-1 produce el ácido oleico. El ácido graso doblemente insaturado ácido linoleico así como el triplemente insaturado ácido alfa-linolénico no pueden ser sintetizados en los tejidos de los mamíferos, por lo que son  ácidos grasos esenciales y deben obtenerse de la dieta.

### Degradación
La Beta oxidación es el proceso metabólico por el cual los ácidos grasos se descomponen en la mitocondria o en los peroxisomas para generar acetil-CoA. En su mayor parte, los ácidos grasos se oxidan mediante un mecanismo que es similar, pero no idéntico, a una inversión del proceso de síntesis de ácidos grasos. Es decir, se eliminan secuencialmente fragmentos de dos carbonos del extremo carboxilo del ácido después de los pasos de deshidrogenación, hidratación, y oxidación para formar un beta-cetoácido, que se divide por tiolisis. El acetil-CoA se convierte finalmente en ATP, CO2 y H2O mediante el ciclo del ácido cítrico y la cadena de transporte de electrones. Por lo tanto, el ciclo del ácido cítrico puede comenzar en el acetil-CoA cuando la grasa se descompone para obtener energía si hay poca o ninguna glucosa disponible. El rendimiento energético de la oxidación completa del ácido graso palmitato es de 106 ATP. Los ácidos grasos insaturados y de cadena impar requieren pasos enzimáticos adicionales para su degradación.

## Nutrición y salud
La mayor parte de la grasa que se encuentra en los alimentos está en forma de triacilglicéridos, colesterol y fosfolípidos. Algunas grasas de la dieta son necesarias para facilitar la absorción de las vitaminas liposolubles (A, D, E y K) y de los carotenoides. Los seres humanos y otros mamíferos tienen una necesidad dietética de ciertos ácidos grasos esenciales, como el ácido linoleico (un ácido graso omega 6) y el ácido alfa-linolénico (un ácido graso omega-3) porque no pueden sintetizarse a partir de precursores simples en la dieta. Ambos ácidos grasos son ácidos grasos poliinsaturados de 18 carbonos que se diferencian por el número y la posición de los dobles enlaces. La mayoría de los  aceites vegetales son ricos en ácido linoleico (cártamo, girasol y maíz). El ácido alfa-linolénico se encuentra en las hojas verdes de las plantas y en algunas semillas, frutos secos y legumbres (en particular lino, colza,  nuez y soja).
Los  aceites de pescado son especialmente ricos en los ácidos grasos omega-3 de cadena larga ácido eicosapentaenoico (EPA) y ácido docosahexaenoico (DHA). Muchos estudios han demostrado los beneficios positivos para la salud asociados al consumo de ácidos grasos omega-3 en el desarrollo infantil, el cáncer, las enfermedades cardiovasculares y diversas enfermedades mentales (como la depresión, el trastorno por déficit de atención e hiperactividad y la demencia).
Por el contrario, ahora está bien establecido que el consumo de grasas trans, como las presentes en el aceite vegetal parcialmente hidrogenado, es un factor de riesgo de enfermedad cardiovascular. Las grasas pueden convertirse en grasas trans por métodos de cocción inadecuados que dan lugar a una cocción excesiva de los lípidos.
Unos pocos estudios han sugerido que la ingesta total de grasas en la dieta está relacionada con un mayor riesgo de obesidad y diabetes, sin embargo, una serie de estudios muy amplios, incluyendo el Women's Health Initiative Dietary Modification Trial, un estudio de ocho años de duración con 49 000 mujeres, el Nurses' Health Study y el Health Professionals Follow-up Study, no revelaron tales vínculos. Ninguno de estos estudios sugirió ninguna conexión entre el porcentaje de calorías procedentes de la grasa y el riesgo de cáncer, enfermedades cardíacas o aumento de peso. The Nutrition Source, un sitio web mantenido por el departamento de nutrición de la T. H. Chan School of Public Health de la Universidad de Harvard, resume las pruebas actuales sobre el efecto de las grasas en la dieta: «Las investigaciones detalladas —muchas de ellas realizadas en Harvard— demuestran que la cantidad total de grasa en la dieta no está realmente relacionada con el peso o la enfermedad».